# Phlyarus thailandensis
Phlyarus thailandensis là một loài bọ cánh cứng trong họ Cerambycidae.